# سیلند، فلینتشر
سیلند (به انگلیسی: Sealand) یک منطقهٔ مسکونی در بریتانیا است که در فلینتشر واقع شده‌است. سیلند ۲٬۹۹۶ نفر جمعیت دارد.